# Proposta de aquisição dinamarquesa da Califórnia
A proposta de aquisição dinamarquesa da Califórnia é uma campanha política satírica e irônica e uma petição para financiar coletivamente a compra do estado estadunidense da Califórnia em nome da Dinamarca. Ganhou grande atenção no início de 2025 como uma forma de protesto e oposição à proposta do então presidente estadunidense Donald Trump de adquirir a Groenlândia, que é uma parte autônoma do Reino da Dinamarca e que não está à venda pelo governo dinamarquês. A campanha para adquirir a Califórnia se tornou viral em fevereiro de 2025, atraindo centenas de milhares de assinaturas de apoio e foi amplamente coberta pelos principais veículos de notícias internacionais. O movimento, embora engraçado, foi enquadrado como uma crítica às ambições territoriais estadunidenses sobre a Dinamarca e à política externa dos Estados Unidos sob o segundo governo Trump. A campanha busca "tornar a Califórnia uma grande de novo" comprando o estado da Califórnia e levando os benefícios da cultura dinamarquesa para o estado, incluindo tudo, desde hygge às ciclovias e smørrebrød. Se a Califórnia fosse comprada pela Dinamarca, a petição observa que o “Estado de direito, os cuidados de saúde universais e as políticas baseadas em fatos poderiam aplicar-se” e o nome do estado seria alterado para “Nova Dinamarca”.

## Contexto

Um mapa mostrando a localização dos Estados Unidos (laranja) e da Groenlândia (verde)

Durante seu primeiro e segundo mandato, Trump afirmou repetidamente que os Estados Unidos deveriam estar no controle da Groenlândia. Ele supostamente vê um Grande Estados Unidos como vitais para a segurança nacional e uma forma de fortalecer seu legado histórico como presidente, semelhante à forma como seu antecessor William McKinley adquiriu novos territórios para os Estados Unidos. A primeira-ministra dinamarquesa Mette Frederiksen referiu-se anteriormente à proposta de Trump como "absurda", e, mais recentemente, o líder da Gronelândia Múte Egede deixou claro que o país não estava à venda. Em 10 de fevereiro de 2025, o senador republicano Buddy Carter apresentou uma proposta de legislação que renomearia a Groenlândia para "Vermelha, Branca e Azul" e permitiria que Donald Trump "comprasse ou adquirisse de outra forma" a Groenlândia. As propostas de Trump também exacerbaram as preocupações sobre o movimento de independência na Gronelândia, cujo primeiro-ministro, no final de 2024, disse que a ilha precisava de "libertar-se das 'grilhetas do colonialismo'". A proposta de Trump é amplamente considerada ridícula na Dinamarca, com a maioria dos estadunidenses a opor-se à ideia de comprar a Gronelândia.

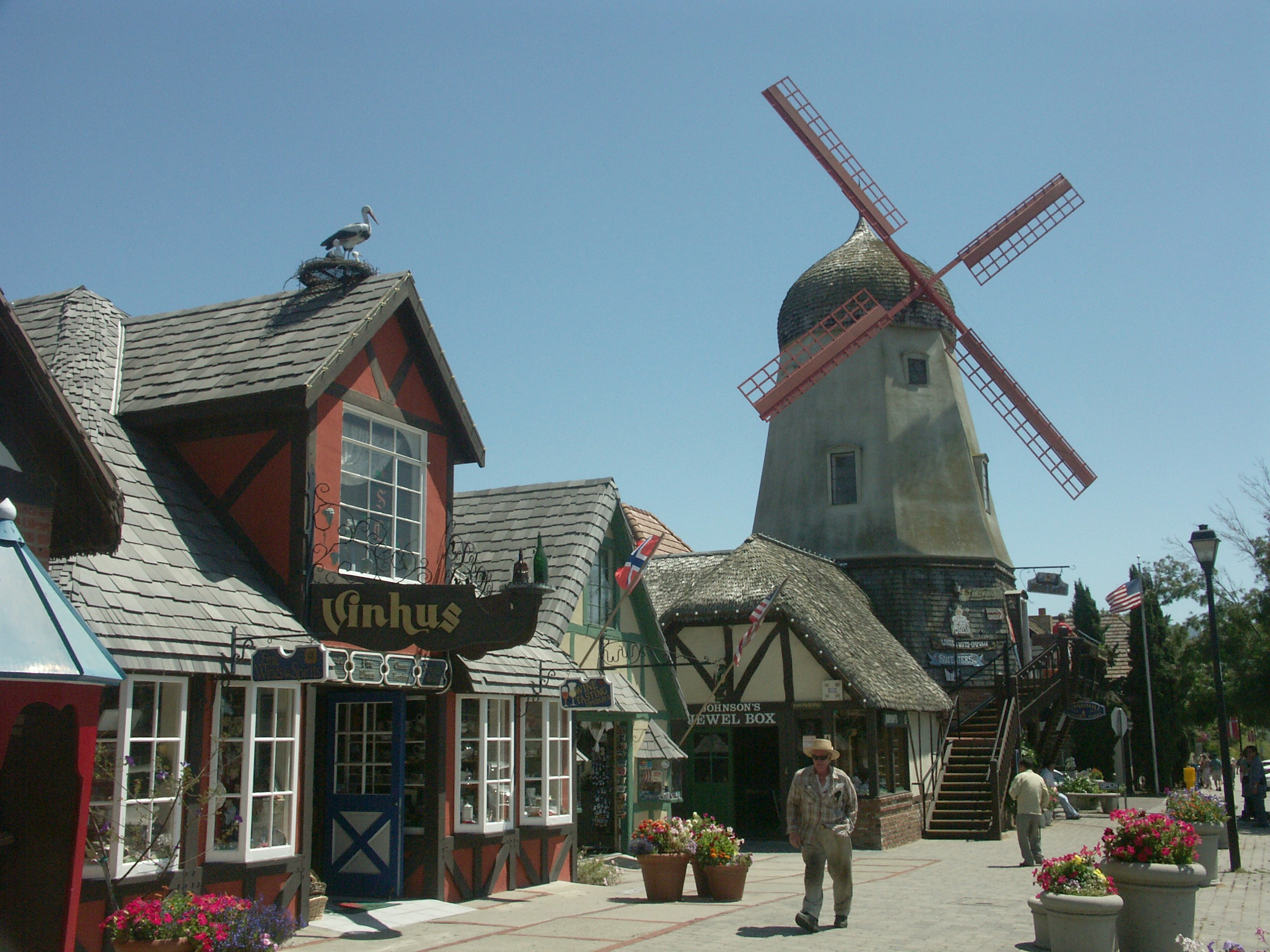
Solvang, na Califórnia, em 2005

Ao mesmo tempo, em fevereiro de 2025, foi iniciada por Xavier Dutoit uma petição virtual para a compra da Califórnia, por um grupo que se autodenominava "Denmarkifcation". Dutoit estava de férias nas Filipinas quando teve a ideia. Ele disse que estava num bar com amigos quando ouviram um estadunidense com simpatias semelhantes às do movimento Make America Great Again (MAGA) discutindo a proposta de Trump para a Groenlândia. “Aquele estadunidense não pareceu compreender o quão descontrolado e absurdo era para o presidente de qualquer país — especialmente numa democracia estável como os EUA afirmam ser — oferecer ou ameaçar tomar o território de outro país soberano”, disse Dutoit à Associated Press. Mais tarde naquela noite, Dutoit estava tomando uma cerveja e criou a noção de "dinamarcação" para "transmitir a obscenidade do neocolonialismo". Na manhã seguinte, ele usou o serviço de inteligência artificial generativa DeepSeek para escrever o conteúdo no estilo de Trump e criar o sítio eletrônico para a petição. A petição foi descrita como satírica e irônica. Dutoit não é dinamarquês. Ele é franco-suíço, o que o torna um candidato, segundo ele, ao cargo de "Chefe de Pastelaria" da Nova Dinamarca.
Em termos históricos, o estado da Califórnia tem a muito tempo uma conexão com a Dinamarca e o povo dinamarquês. No sul da Califórnia, a cidade de Solvang é amplamente chamada de "a capital dinamarquesa da América". A cidade foi fundada em 1911 por imigrantes dinamarqueses e é conhecida por seus temas escandinavos, incluindo uma rua principal chamada "Copenhagen Drive", moinhos de vento proeminentes, doces æbleskiver, um museu dedicado a Hans Christian Andersen e outro à história e arte deElverhøj.

## Justificativa da proposta
A petição delineou diversas justificativas para a Dinamarca adquirir a Califórnia:
- Acesso ao sol o ano todo, palmeiras e cultura de praia;
- Um fornecimento seguro de abacates, com a Califórnia produzindo quase 90% dos abacates cultivados nos Estados Unidos;
- Domínio da indústria de alta tecnologia, alavancando as inovações do Vale do Silício;
- Implementação de políticas sociais escandinavas, incluindo assistência médica universal e ampliação de ciclovias;
- Integração cultural, com a Disneylândia renomeada como "terra de Hans Christian Andersen";
- A Califórnia deveria ser renomeada Nova Dinamarca.[13]

O grupo afirma que os executivos empresa de brinquedos Lego poderiam ser chamados para um acordo, uma vez que “lidar com crianças que fazem birra por causa de peças desaparecidas tornou-os especialistas em negociação”.

## Reação
A proposta tornou-se fenômeno viral, atraindo centenas de milhares de assinaturas de apoio, e foi amplamente coberta por meios de comunicação internacionais, incluindo CNN, Deutsche Welle, NBC News e CBS. Analistas e comentadores notaram o tom cômico da campanha, mas também destacaram a sua crítica subjacente à política externa dos EUA sob o governo de Trump.
Cidadãos dinamarqueses e moradores da Califórnia se envolveram em discussões online, com alguns abraçando a ideia de "dinamarcação", enquanto outros a trataram como uma piada elaborada, já que seus próprios organizadores admitiram que era um "sonho". As figuras políticas tanto na Dinamarca como na Califórnia abstiveram-se em grande parte de fazer comentários sérios, embora alguns reconhecessem que a proposta refletia frustrações políticas mais amplas.